# Rəncbərlər
Rəncbərlər è un comune dell'Azerbaigian situato nel distretto di Ağcabədi. Conta una popolazione di 2 062 abitanti.